# コンピュータ支援外科
コンピュータ支援外科（コンピュータしえんげか, CAS: Computer Aided Surgery / Computer Assisted Surgery）とは、コンピュータの持つ3次元位置測定・表示能力を手術時に支援リソースとして活用する手術方法をさす。ニューロナビゲータや、手術支援ロボットを活用する手術がその例である。術前に撮像したCTやMRIなどの画像データの上で現在の操作部位を示したり、人間では出来ないような細かい操作をロボットで行なったりするものである。パーソナルコンピュータの発達により1990年代から急速に普及した。